# 春照駅
春照駅（すいじょうえき）は、かつて滋賀県坂田郡春照村（現在の米原市）の後の東海道線旧線に設けられていた日本の国有鉄道（鉄道作業局）の駅（廃駅）である。同駅廃止時は線路名称制定前で、東海道線や東海道本線にあった駅という表現が多く見られるが、史実と異なる。前述のとおり、駅は線路名称制定前に廃止されたが、駅廃止後も路線は残り、休止や再開を経て東海道線時代に路線は廃止された。

## 概要
官設鉄道は当初、関ケ原駅から深谷地区を通過し、長浜駅に至って琵琶湖水運に接続する形で敷設された。その際、関ヶ原 - 長浜間に設けられた唯一の駅が、当駅であった。
開業時は村民が繰り出し、旗を揚げて祝ったという。
その後、湖の南を通る鉄道が敷設されると、官設鉄道は米原駅を経由するように切り替えられたため、当駅は廃止になった。
駅への道であったステンショ道が現存する。

## 歴史
- 1883年（明治16年）5月1日：関ケ原 - 長浜間開業と同時に新設[2]。
- 1885年（明治18年）
  - 3月16日：当駅 - 長浜間に上阪駅開業[2]。
  - 12月10日：上阪駅廃止[2]。
- 1889年（明治22年）7月1日：当駅廃止[2]。分岐点（後の深谷駅） - 長岡 - 米原 - 馬場間延長線開業にともない分岐点 - 長浜間休止。
- 1891年（明治24年）1月12日：深谷 - 長浜間貨物線として運行再開。関ヶ原 - 当駅跡間に深谷駅開業[2]。
- 1899年（明治32年）12月28日：関ケ原 - 深谷 - 長岡、深谷 - 長浜間廃線[2]。

## 隣の駅
官設鉄道
関ケ原駅 - （深谷駅） - 春照駅 - （上阪駅） - 長浜駅
※ 深谷駅は当駅廃止後の開業。上阪駅は廃線以前に廃止済。